# Thémines
Thémines é uma comuna francesa na região administrativa de Occitânia, no departamento de Lot. Estende-se por uma área de 13,35 km². Em 2010 a comuna tinha 237 habitantes (densidade: 17,8 hab./km²).